# Abelardo L. Rodríguez, Puebla
Abelardo L. Rodríguez är en ort i Mexiko.   Den ligger i kommunen Izúcar de Matamoros och delstaten Puebla, i den sydöstra delen av landet, 120 km sydost om huvudstaden Mexico City. Abelardo L. Rodríguez ligger 1 318 meter över havet och antalet invånare är 253.
Terrängen runt Abelardo L. Rodríguez är huvudsakligen kuperad, men västerut är den platt. Runt Abelardo L. Rodríguez är det ganska tätbefolkat, med 155 invånare per kvadratkilometer. Närmaste större samhälle är Izúcar de Matamoros, 6,8 km nordväst om Abelardo L. Rodríguez. I omgivningarna runt Abelardo L. Rodríguez växer huvudsakligen savannskog.